# 吴茀之
吴茀之（1900年4月26日—1977年7月26日），初名士绥，字茀之，以字行，后改名谿，号谿子，斋名看吴山楼，浙江浦江人，中国书画家。吴茀之工书法，善诗词，擅长写意花鸟画。与潘天寿、诸闻韵、诸乐三、张书旂等人在上海创立“白社画会”，为其主要创始人之一。

## 生平

### 早年
吴茀之1900年出生于浙江省浦江县前吴村一个书香门第。其父吴申卿为晚清秀才，诗词丹青皆能；曾祖吴初晃为太学生；先祖吴莱为元代文学家；舅父黄尚庆，秀才，通经史，尤善书画；长兄吴士维，从舅父习书画。吴茀之幼承家学，幼时喜涂鸦人物、花鸟，又在父兄、舅父指导下由《点石斋画谱》《芥子园画谱》入手，渐学《恽南田工笔画册》《蒋南沙画册》。在其父的安排下，1919年又拜陈友年为师，补习诗词、文史典籍知识。稍长，开始致力工笔画。

### 中华民国大陆时期
1919年，毕业于严州省立第九中学。1922年，与同乡张书旂一起考取上海美术专科学校高师科。在上海美专，吴茀之初与潘天寿相识，一见如故，常切磋画艺，以师友相称。期间其受吴昌硕画风影响，开始专攻写意。1924年，其毕业作《富贵神仙》被许醉侯题为“吴君士绥画笔雄浑，气象高古，近法缶翁，上追复堂”。毕业后，在苏州第一师范、淮安中学任教。1929年，到上海美术专科学校任中国画教授，兼沪江大学及其附属中学美术导师。1932年，与诸闻韵、潘天寿、张书旂、张振铎在上海发起“白社”国画研究会，先后在上海、南京、杭州等地开展交流活动。1939年，至云南任国立艺术专科学校教授。1941年8月起，任福建省立师专中国画教授，与包笠三、黄寿祺结“岁寒三友”之盟。1944年，应潘天寿之聘，再到国立艺术专科学校任国画系主任。1946年，随学校迁回杭州，后因校长易人，乃辞去教职。

### 中华人民共和国时期
1957年，任中央美术学院华东分院教授，1958年中央美术学院华东分院改为浙江美术学院，1959年潘天寿为浙江美术学院院长，吴被任为国画系主任，与潘天寿共同设立中国画人物、山水、花鸟、书法、诗词理论的分科教学。1964年，当选为浙江省第三届人民代表大会代表，又随校到上虞丰惠镇参加社教活动。
文化大革命开始后，吴茀之与潘天寿均被审查、批斗、受尽虐待，1970年潘天寿病危住院时吴茀之曾避开监视去探望潘氏。1972年，吴应周恩来之召进京。1973年1月11日接受中央人民广播电台记者采访，同年又应邀出席中日友好书画会。1974年，“双批”开始，其所画作品《篱菊图》、《螃蟹图》被罗织为“黑画”，遭受四人帮的批斗。
1976年确诊胃癌，在上海瑞金医院治疗；1977年4月27日出院回到杭州，7月26日晨逝世。

## 艺术成就
吴茀之幼承家学，曾得吴昌硕、王一亭等名家指点。其工书法，善诗词，擅长写意花鸟画。其画深受吴昌硕一派画风影响，出入于徐渭、八大山人、石涛、李鱓诸家，融会贯通，别出新意。吴茀之对中国画理论亦深有心得，主张中国画创作应临摹与写生并举，重视笔墨基本功训练和诗文书法修养的积累。
其晚年以“不似之似”、“无法之法”确立他的绘画风格。其常用“打破常规”、“宁作我”两枚闲章自勉。

## 社会任职
吴茀之是浙江省第三届人大代表，民盟浙江省委委员，中国美术家协会浙江分会常务理事。

## 作品
著作除早期《茀之画稿》外，有《茀之近作》、《画论笔记》、《中国画十讲》、《画微随笔》、《吴谿吟草》、《茀之题画诗存》、《吴茀之画辑》等行世。